# Vérmérséklet
A vérmérséklet, vagy latin eredetű szóval a temperamentum egy adott személy jellemvonását határozza meg. A kifejezés a latin „temperare”, vagyis az „összekeverni, elegyíteni” igéből ered, a „temperantia” főnév pedig „mérsékletességet” és „önuralmat” jelent. Ezen jelentések megtalálhatók Galénosz teóriájában, miszerint az ideális emberben a négy elem egyforma arányban keveredik, egy kiegyensúlyozott, minden szempontból mérsékelt alkatot létrehozva. A temperamentum a viselkedési formát és a gondolati formát is meghatározza, de a temperamentum hatáskörébe tartoznak ezek a „szervek” is: az érzelmek, a beszéd jellemzői, a mozgáskultúra és az egyén jelleme.
Az időszámításunk előtti 5–4. században élő görög orvos, Hippokratész különböztetett meg először személyiségtípusokat. Ezeket szerinte négy testnedv, és ezek aránya befolyásolta az emberekben; ezt a rendszert hívják humorálpatológiának. Az ő megfigyelései sok későbbi kutatás és teória alapját alkották orvosi, pszichológiai és irodalmi területeken is.
Bár a négy testnedvvel kapcsolatos feltételezéseit biokémiai kutatások azóta megcáfolták, különböző hormonjaink felelősek a viselkedésünkért, bizonyos érzelmeket és másfajta észlelést kiváltva. Ennek ellenére a személyiségtípusokat a mai napig általában négy csoportra osztják, Hippokratészhoz hasonló elveket vallva.

## Kialakulás
Hippokratész (i. e. 460–370) szerint az emberi hangulatokat, érzéseket és a viselkedést négy testnedv határozza meg: a vér, a sárga epe, a fekete epe és a nyák (váladék). Őt követően egy szintén görög orvos és filozófus, Galénosz (Kr. u. 129–216), foglalkozott a kérdéssel, aki pszichológiai okokat próbált találni az emberi viselkedés magyarázatára De temperamentis című írásában. A négy elemre alapozva a hideg/meleg és száraz/nedves relációjába állította a temperamentumokat. Ennek alapján kilenc vérmérsékletet különböztetett meg. Az első négy temperamentum akkor jön létre, ha a négy elem közül egy a meghatározó, ami uralkodik az összes többi fölött. Négy esetben egy pár lenne az uralkodó a másik kettő elemi tulajdonság fölött, például: a meleg és nedves a hideg és száraz fölött. Ezeket a kategóriákat nevezte el Galénosz „szangvinikus”, „kolerikus”, „melankolikus” és „flegmatikus” típusnak. Ideális esetben pedig teljes egyensúlyban lennének meg ezen elemek az emberben.

## A négy személyiségtípus

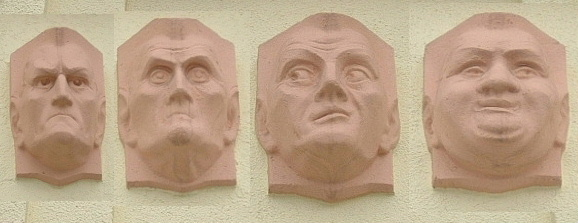
A négy temperamentum

A személyiségeket két csoportba sorolhatjuk. Van két extrovertált: a szangvinikus és a kolerikus. Ők az energiájukat kifelé hasznosítják azáltal, hogy tevékenységekre vagy emberekre fektetik a hangsúlyt. Az a céljuk, hogy megváltoztassák a világot. A másik két típust introvertáltnak hívjuk. Ők a melankolikus és a flegmatikus vérmérsékletűek. Ez a kettő az energiát befelé hasznosítja, gondolkodásra, elmélkedésre. Az extrovertáltakkal szemben az a céljuk, hogy megértsék a világot.

### A szangvinikusok
Jókedvű, magabiztos és optimista emberek, akik jól érzik magukat társaságban és könnyen tesznek szert új barátokra. Általában kreatívak és álmodozók, emiatt sokszor nem érnek munkájuk végére, hajlamosak a késésre és sokszor elfelejtenek dolgokat. Beszédesek, szociálisak, hisznek abban, hogy ahogy cselekszenek, az úgy helyénvaló; nem szégyenkeznek semmi miatt. Munkahelyén a szangvinikus lelkesít és motivál másokat a feladat elvégzésére. Emberközpontúak, kedélyesek, kedvesek és élénkek, bár néha kissé szarkasztikusak tudnak lenni. A „népszerű” temperamentumként szokták emlegetni.
Pozitívumok: kíváncsi, örök gyerek, nagy mesélő, a jelenben él, érzelmes és demonstratív, könnyen barátkozik, kreatív és színes egyéniség
Negatívumok: naiv, hangos, mindig túloz, könnyen haragra lobban, sokat panaszkodik, feledékeny, nem tud koncentrálni, fegyelmezetlen és felszínes
Híres szangvinikusok: Franklin D. Roosevelt, Bill Clinton, Robin Williams, Tigris (Micimackó)

### A kolerikusok
Elnevezésüket a középkorban használták, mivel az epét tekintették a testben a harag kiindulópontjának, így az „erős” temperamentumnak is szokták hívni. Bár ez a személyiségtípus hirtelen haragú, lobbanékony, mégis úgy lehetne legjobban jellemezni, hogy felkészült és fegyelmezett, tökéletes vezető jellem, tele ambíciókkal. Általában erős motivációja van, magától kezd bele dolgokba és keményen dolgozik; sok politikai és katonai vezető ebből a típusból kerül ki, nem véletlenül. A kolerikusok túlteszik magukat az életből fakadó nehézségeken és közben sokat teljesítenek. Munkahelyükön legyőzik az akadályokat és sikeresen elvégzik a feladatokat, viszont ha valami nem sikerül nekik, könnyen depresszióba eshetnek.
Pozitívumok: született vezető, dinamikus, független, önellátó, elkötelezett, célratörő, jó szervező, jól reagál vészhelyzetben, csapatban is jól dolgozik. 
Negatívumok: mindig ő a főnök, türelmetlen, érzelemmentes, nem tudja elengedni magát, túl domináns, nem tolerál hibákat, manipulál, sosem kér bocsánatot. 
Híres kolerikusok: Napóleon, Margaret Thatcher, Bill Gates, Oprah Winfrey

### A melankolikusok
A szó eredeti jelentése: szomorú, búskomor, mélabús, de értelmezése mára elmélkedő, mélyen gondolkodóra változott. A melankolikusokat nagymértékű gondosság, komolyság jellemzi. Szeretnek magukban lenni, kedvelik a csendet. Nagyon érzelem-orientáltak, érzelmeik vagy az eksztázisig emelhetik, vagy a kétségbeesésbe taszíthatják őket. Szeretnek időt szánni arra, hogy több oldalról közelíthessenek meg egy dolgot. Szívesen csatlakoznak másokhoz, azt szeretik, ha mások kezdeményeznek irányukba. Munkahelyén a melankolikus a jó minőségről, lelkiismeretességről és kreatív megoldásokról gondoskodik. Kreativitásuk miatt könnyedén válhat író, költő vagy tudományos téren feltaláló belőlük, emiatt a „tökéletes” típusnak is nevezik a melankolikusokat.
Pozitívumok: tehetséges, kreatív, analitikus, maximalista, filozofikus, érzékeny mások gondjaira, idealista, önfeláldozó, lelkiismeretes
Negatívumok: hajlamos a depresszióra, pesszimista, a negatívumokra emlékszik, mazochista, kritikus, bizonytalan, tele van ellentmondással, esetenként hipochonder
Híres melankolikusok: Ernest Hemingway, Hillary Clinton, Vincent van Gogh, Füles (Micimackó)

### A flegmatikusok
A flegmatikus, avagy a „nyugodt” vérmérsékletű ember higgadt és érzelemnélkülinek tűnhet. Nagyon nehéz motiválni, vagy valamilyen cselekvésre indítani őket, lassúak és lusták tudnak lenni, és szeretnek olyan dolgokat csinálni, amik nem vesznek igénybe túl sok energiát. Emellett kedvesek, lehet rájuk számítani, kiszámíthatóak és hűséges barátok. Szinte minden helyzetet diplomatikusan kezelnek, mivel pozitívak és nyugodtak a legmelegebb szituációban is. Passzívan szociálisak, mert sokkal jobban szeretik az embereket figyelni, mint aktívan részt venni egy beszélgetésben. A munkahelyen az együttműködésükről híresek.
Pozitívumok: kényelmes, összeszedett, nyugodt, szimpatikus, kedves, csendes, szellemes, konfliktuskerülő, jól dolgozik nyomás alatt is, jó hallgató, élvezetes beszélgetőtárs
Negatívumok: önző, kerüli a felelősséget, aggodalmaskodó, nem lelkes, önelégült, túl könnyen veszi a dolgokat, nincs motivációja, lusta, ellenáll a változásoknak
Híres flegmatikusok: Keanu Reeves, Calvin Coolidge, Tim Duncan, Sandy Koufax

## Szemléltetés

A kolerikus, a melankolikus, a flegmatikus és a szangvinikus

A négy temperamentum közti különbséget egyszerűen be lehet mutatni egy helyzetleírással. Képzeljük el, hogy egy ember útját elállja egy nagy kő:
- A szangvinikus derült természetén nem foghat ki semmi: átmászik a kövön, vagy körbeugrálja azt.

- A kolerikus a váratlan akadály hatására dühbe gurul és megpróbálja a követ nagy fizikai nehézségek árán eltávolítani az útból.

- A melankolikus, ahogy megpillantja a követ, rögtön megkérdőjelezi útjának folytatását: szomorúan leül rá elmélkedni, és végiggondolja terveit és szándékait.

- A flegmatikus a konfliktusokat szükségtelenül nagy erőfeszítések árán kerüli el, ezért egy óriási kitérővel kerüli meg a követ.

## Személyiségtesztek
A pszichológia ágán belül különféle személyiségteszteket hoztak létre tudósok, és ezek egyike máig a négy vérmérsékleten alapul. Ennek kitöltésével jó közelítéssel kiderülhet, melyik csoportba tartozunk, milyen karakterek dominálják személyiségünket.